# Alter Friedhof Wandsbek

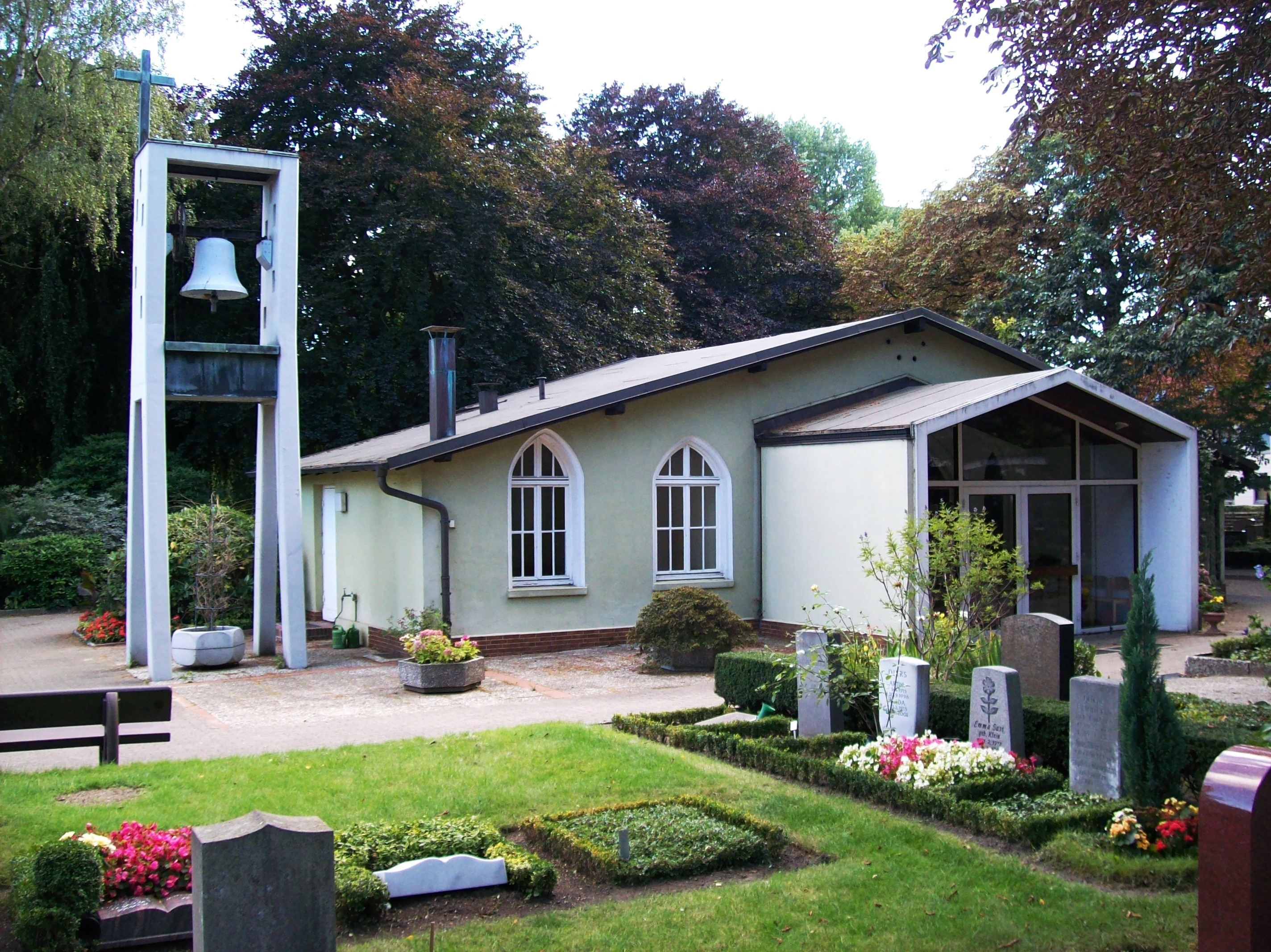
Kapelle und Glockenturm auf dem Alten Friedhof Wandsbek

Der Alte Friedhof Wandsbek ist ein 1,8 Hektar großer Friedhof im Hamburger Stadtteil Wandsbek. Er wurde 1850 als Ersatz für den zu klein gewordenen Historischen Friedhof Wandsbek bei der Christuskirche am Wandsbeker Marktplatz eröffnet. Er befindet sich im Norden des Stadtteils an der Wandsbeker Allee. Seit dem Jahr 2000 befindet sich der ehemals städtische Friedhof zusammen mit den Friedhöfen in Hinschenfelde und Tonndorf in Trägerschaft der Evangelischen Kirchengemeinde Tonndorf.
Der Friedhof weist einige historische Grabmale aus dem 19. Jahrhundert auf, darunter das unter Denkmalschutz stehende Mausoleum Neumann. Ein Teil der Zaun- und Pfortenanlage stammt noch aus der Zeit der Gründung des Friedhofs, die Kapelle wurde um die Jahrhundertwende errichtet. Der Glockenturm wurde 1964 ergänzt, die Orgel 1967.